# Dave Matthews
David John Matthews (Joanesburgo, 9 de janeiro de 1967) é um músico sul-africano. É o vocalista, compositor e guitarrista da banda Dave Matthews Band. David também trabalhou como artista solo, e com outros músicos como Tim Reynolds, The Blue Man Group, e Trey Anastasio. David recebeu o prêmio do Grammy Award de melhor cantor-compositor. Também trabalhou ocasionalmente como ator, aparecendo em filmes de destaque.

## Biografia
Dave Matthews viveu na África do Sul até seus 10 anos de idade, quando seu pai faleceu devido a complicações da doença de Hodgkins. Sua família então mudou-se para Yorktown Heighs, Nova Iorque. Aos 12 anos ele retorna à África do Sul onde permanece mudando de escola para escola, concentrando-se mais na música do que nos estudos. Após a frequência escolar, Dave se estabelece em Charlottesville, Virgínia onde, incerto do que iria fazer, torna-se um conhecido e querido barman no "Miller's".
Encorajado pelo amigo e guitarrista Tim Reynolds, Dave mostra seu lado musical e, a partir de canções que havia escrito, convida o saxofonista Leroi Moore e o baterista Carter Beauford para gravar uma demo tape. Assim nasce a Dave Matthews Band.

## Início de vida
Dave é o terceiro dos quatro filhos de John e Val Matthews. Aos dois anos de idade, a família de Dave mudou-se de Yorktown Heights para Westchester, em Nova Iorque, onde o pai dele, um físico, começou trabalhando para IBM.
Em 1974, a família mudou-se novamente, desta vez para Cambridge, Inglaterra durante um ano antes de voltar a Nova Iorque — onde seu pai morreu de cancro pulmonar em 1977. Segundo Nevin Martell, a morte do pai de Matthews poderá ser um ímpeto para as suas letras em estilo "carpe-diem". A família retornou a Joanesburgo em 1980.
Após a graduação de Dave na escola secundária de St. Stithians, ele enfrentou uma exigência do governo sul-africano para servir por dois anos no serviço militar compulsório. Vindo de uma família quaker, o serviço militar não era uma opção.
Dave mudou-se para Nova Iorque e, depois, para Charlottesville, na Virgínia, em 1986, uma cidade na qual a família de Dave havia vivido antes de ele nascer. Foi em Charlottesville que se tornou parte da comunidade musical local. Seguindo vários interesses, Matthews tentou mostrar seu talento, atuando em várias produções locais. Ao mesmo tempo entusiasta da música e empregado de mesa num bar local popular chamado "Miller's", Matthews sentia-se intimidado pela qualidade dos músicos locais e receoso de atuar publicamente. No entanto, a estrela local (e um futuro colaborador) Tim Reynolds incentivou Matthews para finalmente se juntar a ele no palco uma noite, e Matthews impressionou a audiência com o seu desempenho. Isto conduziu-o ao primeiro espetáculo musical profissional numa demonstração de dança moderna da Companhia de Dança Miki Liszt, cantando "Sensitive Feelings", composta por John D'earth e Dawn Thompson. Em 1990 formou a sua própria banda.
Em 1994, a irmã mais velha de Dave, Anne, que vivia na África do Sul, foi assassinada pelo marido que, logo após, cometeu suicídio em (ou cerca de) 27 de janeiro de 1994. Um evento que teve um efeito drástico na vida de Dave. Imediatamente após a morte de Anne, Dave foi forçado a voltar aos Estados Unidos devido a obrigações profissionais. A 29 de janeiro de 1994, tocou com Tim Reynolds, em Wetlands, Nova Iorque, onde dedicou aquele concerto à memória de Anne. O álbum "Under the Table and Dreaming" seria dedicado a ela. Os dois filhos de Anne viajaram para os Estados Unidos após a morte desta, onde Dave e sua irmã mais nova, Jane, tomaram a responsabilidade pela educação deles até à atualidade.

## Formação da Dave Matthews Band
Matthews havia originalmente pensado que outra pessoa cantaria suas canções, mas decidiu usar sua própria voz. Depois de escrever algumas de suas primeiras canções, inclusive "The Song that Jane Likes" e "Recently", começou a considerar formar a sua própria banda. Matthews formou a Dave Matthews Band no início de 1991 com Boyd Tinsley, LeRoi Moore, Carter Beauford, Stefan Lessard e Peter Griesar (que deixou pouco tempo depois a banda) enquanto trabalhava como empregado de mesa no "Miller's". O primeiro espetáculo da banda aconteceu a 20 de abril de 1991, no Festival do Dia da Terra em Charlottesville, Virgínia. A atual formação conta com Dave Matthews (violão e vocal), Boyd Tinsley (violino), Carter Beauford (bateria), Stefan Lessard (baixo) e Jeff Coffin (ex Béla Fleck and the Flecktones, no saxofone). O saxofonista anterior e um dos fundadores da banda, LeRoi Moore, faleceu em 19 de agosto de 2008, em decorrências de complicações de um acidente com um quadrículo, ocorrido em 30 de junho de 2008.

## Ator
Dave Matthews também atuou em quatro longas-metragens. Ele interpretou Will Coleman na adaptação em 2003 do romance "Where the Red Fern Grows". Ele também interpretou o personagem Otis, o primo tímido do dono de uma pequena loja de animais em que ele é balconista, no filme de 2005 "Because of Winn-Dixie", baseado no romance do mesmo nome. Em 2007, Matthews apareceu brevemente no filme "Eu os Declaro Marido e... Larry" , onde ele atua como um vendedor de roupas homossexual. Em 2008, ele apareceu em outro filme de Adam Sandler, "You Don't Mess with the Zohan", como um personagem racista chamado James. O próximo filme dele é "Lake City" com Sissy Spacek e Troy Garity.
Matthews foi convidado na terceira temporada da série da Universal Chanel "House, M.D.", no episódio 15 ("Half-Wit"), onde interpretou um pianista savante chamado Patrick Obyedkov.
Dave também participou, em 2010 do filme Esposa de Mentirinha junto com Adam Sandler e Jennifer Aniston, interpretando um personagem excêntrico e par romântico da atriz Nicole Kidman.

## Discografia

### Álbuns de estúdio
- 1994 - Under the Table and Dreaming
- 1996 - Crash
- 1998 - Before These Crowded Streets
- 2001 - Everyday
- 2002 - Busted Stuff
- 2005 - Stand Up
- 2009 - Big Whiskey and the GrooGrux King
- 2011 - Just Go with It
- 2012 - Away from the World
- 2018 - Come Tomorrow